# 1955年12月14日の日食

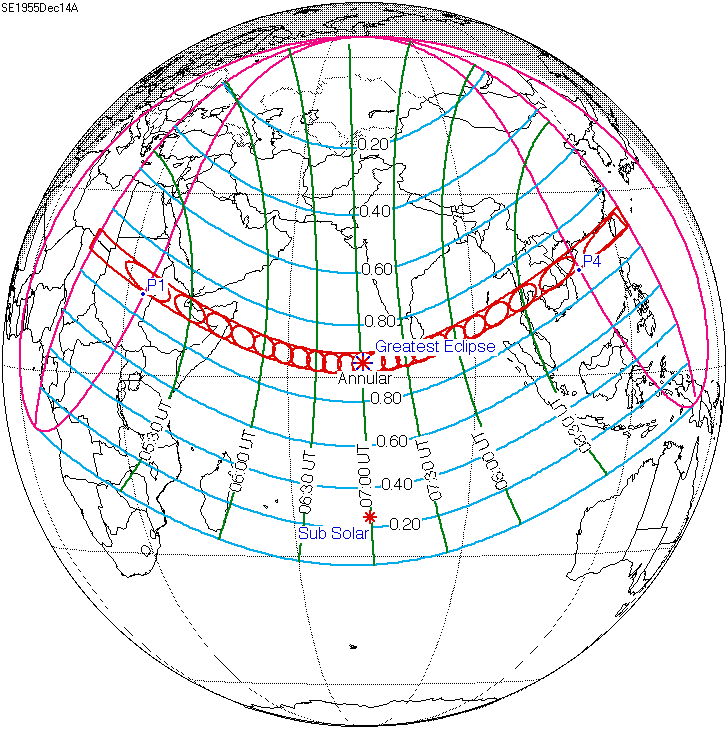

1955年12月14日の日食は、1955年12月14日に観測された日食である。フランス領赤道アフリカ、リビア、イギリス・エジプト領スーダン、エチオピア帝国、フランス領ソマリランド、イギリス領ソマリランド、イタリア領ソマリランド、イギリス領モルディブ、インドのアンダマン・ニコバル諸島、ビルマ、タイ、カンボジア、ラオス、ベトナム民主共和国、ベトナム共和国、中華人民共和国、香港、台湾、琉球列島で金環日食が観測され、ヨーロッパ東部、アジア、アフリカ中東部及び周辺の一部で部分日食が観測された。この日食は西暦168年12月17日から3080年1月14日までの間に持続時間が最も長い金環日食である。紀元前4000年から西暦6000年の1万年間に日食が23740回あり、そのうち7881回は金環日食である。ただし、1955年12月14日の金環日食より持続時間のもっと長いのは3回だけである。

## 通過した地域
金環帯が通過した、金環日食が見えた地域はフランス領赤道アフリカ北東部（現在のチャド北東部）、リビア南東部、イギリス・エジプト領スーダン（現在のスーダンに属する部分）、エチオピア帝国（現在のエチオピア北部とエリトリア南部）、フランス領ソマリランド（現在のジブチ）のほとんど、イギリス領ソマリランド（現在の事実上の独立国家ソマリランド南西部）、イタリア領ソマリランド（現在のソマリアから事実上の独立国家ソマリランドを除いた後の部分）北部、イギリス領モルディブ（現在のモルディブ）、インドのアンダマン・ニコバル諸島の一部、ビルマ連邦（現在通称ミャンマー）南東部、タイ、カンボジア北西部、ラオス南東部、ベトナム民主共和国（現在のベトナムの一部）南部、ベトナム共和国（現在のベトナムの一部）北部、中華人民共和国の海南島のほとんど、広東省徐聞県の羅斗沙、広東省東部沿岸と福建省南端沿岸、イギリス領香港（現在の香港特別行政区）南東部、中華民国（台湾）の実効支配する島（東沙諸島を含む）のほとんど（金門島、馬祖諸島、南沙諸島を除く）、アメリカ合衆国統治下の沖縄（現在の日本沖縄県）に含まれる八重山列島・多良間島・水納島・尖閣諸島だった。
タイの首都バンコクには、大都市にとって極めて希少なことで、1948年から1958年までの10年の間に4回の中心食（皆既日食と金環日食）が見えた。これは3回目であり、前回の1955年6月20日の皆既日食からわずか半年未満だった。
また、金環日食が見えなくても、部分日食が見えた地域は中央ヨーロッパ南東部、南ヨーロッパ東部の半分、東ヨーロッパの大部分（ソ連北部と北西部沿岸だった現在のロシア北部と北西部、エストニア全国、ラトビア中西部、リトアニア中西部を除く）、北アフリカ中東部、西アフリカ東部、中部アフリカのほとんど、東アフリカのほとんど、ニューギニア島北西部、アジアのほとんど（中国北東端の国境沿い、日本中北部、ソ連北東部の半分を除く）だった。

## 観測
アメリカ合衆国ワシントンD.C.のジョージタウンにあるジョージタウン大学天文台とアメリカ空軍が結成した共同観測隊が世界各地で金環日食を観測した。金環帯の中に位置する英埃領スーダンの首都ハルツームも観測地の一つだった。ハルツームでは日の出の時に部分日食がすでに始まっていて、日が出たすぐ後に金環日食が見えた。観測隊は天頂角が80°から90°の間の屈折を計った。